# 李㵾
李㵾（1435年—？），字士清，湖廣黃州府麻城縣人，民籍。明朝政治人物。進士出身。

## 生平
湖廣鄉試第四十二名。成化五年（1469年）乙丑科會試第九十名，殿試登進士第三甲第一百五十六名。官至陝西參政。

## 家族
曾祖父李思敬。祖父李瑗，曾任封戶部□事。父亲李正芳，曾任右布政使。
子李文祥。